# Caetano, Conde de Girgenti
Caetano Maria Frederico de Bourbon-Duas Sicílias (em italiano: Gaetano Marie Federico di Borbone-Due Sicilie; Nápoles, 12 de janeiro de 1843 - Lucerna, 26 de novembro de 1871), foi um Príncipe das Duas Sicílias e Conde de Girgenti, filho do rei Fernando II das Duas Sicílias, e de sua segunda esposa, a arquiduquesa Maria Teresa da Áustria.

## Biografia

### Família
Caetano era o sexto filho do rei Fernando II das Duas Sicílias e de sua segunda esposa, a arquiduquesa Maria Teresa de Áustria-Teschen. Seus avós paternos foram o rei Francisco I das Duas Sicílias e Maria Isabel de Bourbon, infanta de Espanha; enquanto seus avós maternos foram o arquiduque Carlos de Áustria-Teschen (herói austríaco, vencedor da Batalha de Aspern-Essling) e da princesa Henriqueta de Nassau-Weilburg.

### Exílio
Com o avanço da Expedição dos Mil de Giuseppe Garibaldi sobre a Sicília e a Calábria, a família real das Duas Sicílias se refugia em Gaeta, onde as tropas fiéis a Francisco II combatem ferozmente por três meses. Em 13 de fevereiro de 1861 o exército finalmente capitula, obrigando o rei e sua família a exilar-se em Roma. Sob a proteção do Papa Pio IX, a realeza destronada ocupa inicialmente o Palácio do Quirinal e, em seguida, o Palácio Farnese.

### Casamento

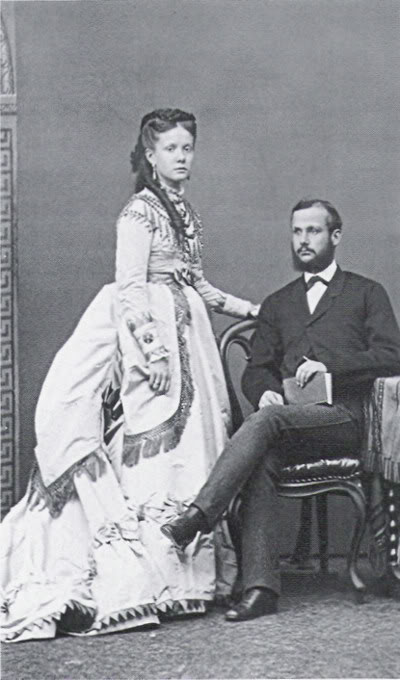
Isabel de Espanha e Caetano das Duas Sicílias

Caetano casou-se em Madrid, em 13 de maio de 1868, com Isabel da Espanha, filha mais velha da rainha Isabel II de Espanha e do rei-consorte Francisco de Assis da Espanha, que ostentou por duas vezes (1851-1857 e 1875-1880) o título de Princesa das Astúrias, herdeira presuntiva do trono espanhol. O príncipe era primo-irmão dos pais da noiva, visto que a rainha Maria Cristina (mãe de Isabel II) e a infanta Luísa Carlota (mãe de Francisco de Assis) eram irmãs de seu pai. A união pretendia acabar com a rixa existente entre os Bourbon-Espanha e os Bourbon-Duas Sicílias, que se iniciou quando a Espanha reconheceu o Reino de Itália unificada sob a Casa de Saboia. A cerimônia aconteceu pouco antes da Revolução de 1868, chamada pelos espanhóis de La Gloriosa, que pôs fim ao reinado de Isabel II.
O casamento foi de compreensão, embora não tenha sido totalmente feliz, pois Caetano preferiu passar os dois anos seguintes viajando pela Europa, em visita a seus familiares, do que dedicando-se à esposa. No seu casamento, Isabel ficou grávida apenas uma vez, mas no início da gravidez, ela sofreu um aborto espontâneo em setembro de 1871 (o que agravou a depressão de Caetano), depois disso ela nunca mais engravidou. A breve união não gerou nenhum descendente e a princesa Isabel não voltou a casar-se após sua precoce viuvez.

### Morte
Atormentado e deprimido pela saúde frágil e pelos episódios cada vez mais frequentes de epilepsia, Caetano havia tentado o suicídio ao menos uma vez (atirando-se da janela de seu quarto), antes de de atirar contra a própria cabeça, no dia 26 de novembro de 1871, num quarto de hotel em Lucerna, na Suíça. Seu corpo foi sepultado no Panteão dos Infantes do Real Monastério do Escorial, em Madrid.

## Nota
- Este artigo foi inicialmente traduzido, total ou parcialmente, do artigo da Wikipédia em inglês cujo título é «Prince Gaetan, Count of Girgenti», especificamente desta versão.